# Bulgarie démocratique
Bulgarie démocratique (en bulgare : Демократична България, Democratitchna Balgaria ; abrégé en DB) est une alliance électorale bulgare de centre droit fondée le 12 avril 2018. Elle regroupe notamment Oui, Bulgarie !, les Démocrates pour une Bulgarie forte et le Mouvement vert.

## Histoire
Les trois partis s'unissent après plusieurs mois de pourparlers dans le but de coopérer pour les prochaines élections,. Dans le manifeste de l'unification, les principaux objectifs sont définis : constituer une alternative à la gouvernance actuelle et consolider les valeurs démocratiques de la Bulgarie.

## Résultats électoraux

### Législatives
| Année   | Voix             | %                | Rang             | Élus     | +/- | Gouvernement |
| ------- | ---------------- | ---------------- | ---------------- | -------- | --- | ------------ |
| 04/2021 | 302 280          | 9,31             | 5e               | 27 / 240 | Nv  | Aucun        |
| 07/2021 | 345 329          | 12,64            | 4e               | 34 / 240 | 7   | Aucun        |
| 2021    | 166 968          | 6,34             | 6e               | 16 / 240 | 18  | Petkov       |
| 2022    | 186 511          | 7,19             | 6e               | 20 / 240 | 4   | Aucun        |
| 2023    | Au sein de PP-DB | Au sein de PP-DB | Au sein de PP-DB | 26 / 240 | 6   | Denkov       |
| 06/2024 | Au sein de PP-DB | Au sein de PP-DB | Au sein de PP-DB | 17 / 240 | 9   | Aucun        |
| 10/2024 | Au sein de PP-DB | Au sein de PP-DB | Au sein de PP-DB | 18 / 240 | 1   | Opposition   |

### Européennes
| Année | Voix    | %     | Position | Mandats | Groupe parlementaire |
| ----- | ------- | ----- | -------- | ------- | -------------------- |
| 2019  | 118 484 | 6,06% | 5e       | 1 / 17  | PPE                  |

### Municipales
| Année | Voix   | %      | Position | Mandats | Groupe municipal      |
| ----- | ------ | ------ | -------- | ------- | --------------------- |
| 2019  | 58 442 | 14,52% | 3e       | 12 / 61 | Bulgarie démocratique |